# Monte Paschi Strade Bianche 2010
La 4e édition du Monte Paschi Strade Bianche a eu lieu le 6 mars 2010, en Toscane, avec un parcours tracé entre Gaiole in Chianti et Sienne.

## Présentation

### Équipes
On retrouve un total de 16 équipes au départ, 10 faisant partie des ProTeams, la première division mondiale, et les six autres des équipes continentales professionnelles, la seconde division mondiale.
| ProTeams (10)- Sky - AG2R La Mondiale - Astana - Garmin-Transitions - Lampre-Farnese Vini - Liquigas-Doimo - Omega Pharma-Lotto - HTC-Columbia - Katusha - Saxo Bank Équipes continentales professionnelles (5)- Acqua & Sapone-D’Angelo & Antenucci - Androni Giocattoli-Serramenti PVC Diquigiovanni - BMC Racing Team - Cervélo TestTeam - ISD-Neri |
| |

## Classements

### Classement de la course
| \| Classement général \| Classement général \| Classement général \| Classement général \| Classement général \| \| Coureur \| Coureur \| Pays \| Équipe \| Temps \| \| ------------------ \| -------------------- \| ------------------ \| ----------------------------------------------- \| ------------------ \| \| 1er \| Maxim Iglinskiy \| Kazakhstan \| Astana \| 4 h 59 min 48 s \| \| 2e \| Thomas Lövkvist \| Suède \| Team Sky \| + 1 s \| \| 3e \| Michael Rogers \| Australie \| HTC-Columbia \| + 1 s \| \| 4e \| Filippo Pozzato \| Italie \| Katusha \| + 18 s \| \| 5e \| Ryder Hesjedal \| Canada \| Garmin-Transitions \| + 19 s \| \| 6e \| Francesco Ginanni \| Italie \| Androni Giocattoli-Serramenti PVC Diquigiovanni \| + 24 s \| \| 7e \| Leonardo Bertagnolli \| Italie \| Androni Giocattoli-Serramenti PVC Diquigiovanni \| DQ \| \| 8e \| Juan Antonio Flecha \| Espagne \| Team Sky \| + 43 s \| \| 9e \| Enrico Gasparotto \| Italie \| Astana \| + 49 s \| \| 10e \| Daniele Righi \| Italie \| Lampre-Farnese Vini \| + 49 s \| \| 11e \| Fabian Cancellara \| Suisse \| Saxo Bank \| + 1 min 19 s \| \| 12e \| Matti Breschel \| Danemark \| Saxo Bank \| + 1 min 41 s \| \| 13e \| Daniel Oss \| Italie \| Liquigas-Doimo \| + 1 min 41 s \| \| 14e \| Greg Van Avermaet \| Belgique \| Omega Pharma-Lotto \| + 1 min 41 s \| \| 15e \| Simon Špilak \| Slovénie \| Lampre-Farnese Vini \| + 1 min 41 s \| \| 16e \| Stefano Garzelli \| Italie \| Acqua & Sapone - D'Angelo & Antenucci \| + 1 min 41 s \| \| 17e \| Luca Paolini \| Italie \| Acqua & Sapone - D'Angelo & Antenucci \| + 1 min 41 s \| \| 18e \| Simon Clarke \| Australie \| ISD-Neri \| + 3 min 04 s \| \| 19e \| Franco Pellizotti \| Italie \| Liquigas-Doimo \| + 3 min 04 s \| \| 20e \| Assan Bazayev \| Kazakhstan \| Astana \| + 3 min 04 s \| |                      |            |                                                 |                 |
| |                      |            |                                                 |                 |
| |                      |            |                                                 |                 |
| Classement général |                      |            |                                                 |                 |
| Coureur | Coureur              | Pays       | Équipe                                          | Temps           |
| 1er | Maxim Iglinskiy      | Kazakhstan | Astana                                          | 4 h 59 min 48 s |
| 2e | Thomas Lövkvist      | Suède      | Team Sky                                        | + 1 s           |
| 3e | Michael Rogers       | Australie  | HTC-Columbia                                    | + 1 s           |
| 4e | Filippo Pozzato      | Italie     | Katusha                                         | + 18 s          |
| 5e | Ryder Hesjedal       | Canada     | Garmin-Transitions                              | + 19 s          |
| 6e | Francesco Ginanni    | Italie     | Androni Giocattoli-Serramenti PVC Diquigiovanni | + 24 s          |
| 7e | Leonardo Bertagnolli | Italie     | Androni Giocattoli-Serramenti PVC Diquigiovanni | DQ              |
| 8e | Juan Antonio Flecha  | Espagne    | Team Sky                                        | + 43 s          |
| 9e | Enrico Gasparotto    | Italie     | Astana                                          | + 49 s          |
| 10e | Daniele Righi        | Italie     | Lampre-Farnese Vini                             | + 49 s          |
| 11e | Fabian Cancellara    | Suisse     | Saxo Bank                                       | + 1 min 19 s    |
| 12e | Matti Breschel       | Danemark   | Saxo Bank                                       | + 1 min 41 s    |
| 13e | Daniel Oss           | Italie     | Liquigas-Doimo                                  | + 1 min 41 s    |
| 14e | Greg Van Avermaet    | Belgique   | Omega Pharma-Lotto                              | + 1 min 41 s    |
| 15e | Simon Špilak         | Slovénie   | Lampre-Farnese Vini                             | + 1 min 41 s    |
| 16e | Stefano Garzelli     | Italie     | Acqua & Sapone - D'Angelo & Antenucci           | + 1 min 41 s    |
| 17e | Luca Paolini         | Italie     | Acqua & Sapone - D'Angelo & Antenucci           | + 1 min 41 s    |
| 18e | Simon Clarke         | Australie  | ISD-Neri                                        | + 3 min 04 s    |
| 19e | Franco Pellizotti    | Italie     | Liquigas-Doimo                                  | + 3 min 04 s    |
| 20e | Assan Bazayev        | Kazakhstan | Astana                                          | + 3 min 04 s    |

Initialement septième, l'Italien Leonardo Bertagnolli a été déclassé en 2014 de tous ses résultats obtenus entre 2003 et 2011. Si certains sites ont réattribué les places vacantes, l'UCI n'a cependant pas officiellement indiqué que c'était le cas.